# 가축 및 축산물 이력관리에 관한 법률
가축 및 축산물 이력관리에 관한 법률은 소의 출생부터 쇠고기 판매까지의 개체별 식별을 위한 기록·관리와 표시사항을 규정함으로써 방역의 효율성을 도모하고 쇠고기 안전성을 확보하여 축산업의 건전한 발전과 소비자 보호에 이바지함을 목적으로 하는 대한민국의 법률이다.

## 같이 보기
- 소의 개체 식별을 위한 정보의 관리 및 전달에 관한 특별 조치법